# Маргаритово (Ростовская область)
Маргаритово — село в Азовском районе Ростовской области.
Входит в состав Маргаритовского сельского поселения, являясь его административным центром.

## География
Расположено в 50 км (по дорогам) юго-западнее районного центра — города Азова. Село находится на берегу Таганрогского залива.

### Улицы
| - ул. 70 лет Октября, - ул. Гагарина, - ул. Глубокая, - ул. Комсомольская, - ул. Ленина, - ул. Луговая, - ул. Молодёжная, - ул. Морская, - ул. Набережная, - ул. Октябрьская, | - ул. Первомайская, - ул. Приморская, - ул. Ровная, - ул. Роскошная, - ул. Садовая, - ул. Спортивная, - ул. Степная, - ул. Фрунзе, - ул. Центральная, - ул. Школьная, | - пер. Гоголевский, - пер. Приморский, - пер. Речной, - пер. Свободный, - пер. Центральный, - пер. Чапаева. |

## История
Село предположительно названо в честь его основателя, премьер-майора Маргарита Мануиловича Блазо.

## Население
| 1989 | 2002  | 2010 |
| ---- | ----- | ---- |
| 952  | ↗1040 | ↘974 |

### Известные люди
- Сарандинаки, Николай Маргаритович (1843—1895) — российский учёный и общественный деятель.

## Достопримечательности
- В селе находится памятник архитектуры — усадьба помещика Серандинаки. Памятник построен в конце XIX века. Решением Малого Совета облсовета № 301 от 18 ноября 1992 года усадьба внесена в список объектов культурного наследия местного значения под кодом № 6100441000[4].
- На территории сельского кладбища находится памятник — могила Маргариты Блазовой, датированная концом XVIII века. Постановлением № 539 Министерства культуры Ростовской области от 03.12.2014 могила внесена в Перечень выявленных объектов культурного наследия (памятников истории, архитектуры, монументального искусства) по г. Ростову-на-Дону и Ростовской области[5].